# Thomas Szekeres

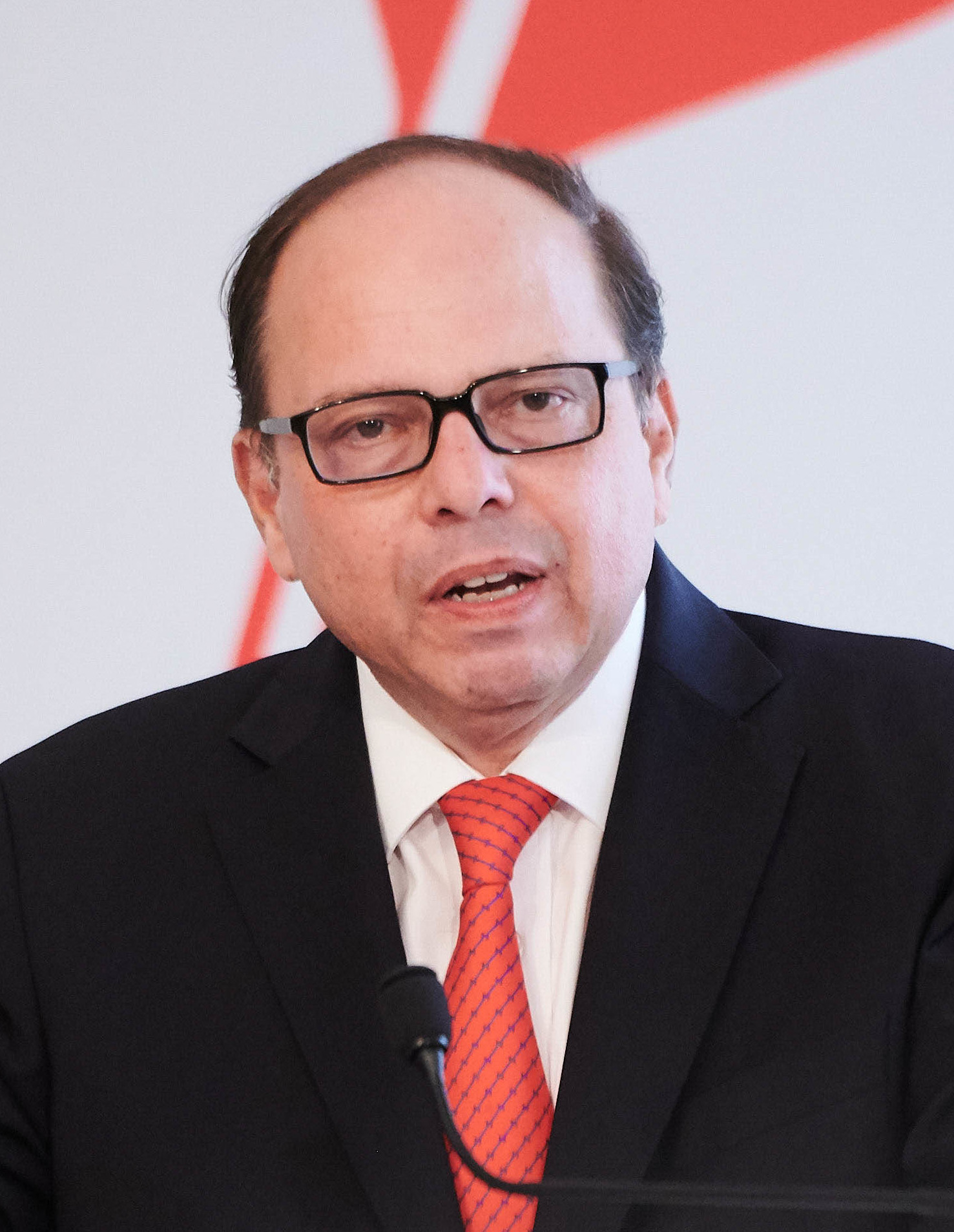
Thomas Szekeres (2020)

Thomas Szekeres [ˈsɛkɛrɛʃ] (* 6. April 1962 in Wien) ist ein österreichischer Humangenetiker und Facharzt für klinische Chemie und Labordiagnostik. Im Juni 2017 wurde er als Nachfolger von Artur Wechselberger zum Präsidenten der Österreichischen Ärztekammer gewählt.

## Leben und Karriere
Thomas Szekeres promovierte 1988 an der Medizinischen Fakultät der Universität Wien zum Doktor der gesamten Heilkunde und erhielt an derselben Universität 1994 seinen Facharzt für klinische Chemie und Labordiagnostik. 1994 habilitierte er auch an der Medizinischen Fakultät der Universität Wien zum Universitätsdozenten für Medizinische und Chemische Laboratoriumsdiagnostik. 2003 schloss Szekeres seinen PhD an der Universität Trnava ab und erhielt schließlich 2005 seinen zweiten Facharzt in Humangenetik. Seit 1997 ist Szekeres Oberarzt am Klinischen Institut für Medizinische und Chemische Labordiagnostik der Medizinischen Fakultät der Universität Wien (heute Medizinische Universität Wien).
Seit 2001 ist Szekeres Vorstandsmitglied der Ärztekammer für Wien und war ab 2012 deren Präsident. 2005 wurde Szekeres zum Vorsitzenden des Betriebsrates des wissenschaftlichen Personals an der Medizinischen Universität Wien. Ab 2017 war Szekeres auch Präsident der Österreichischen Ärztekammer.
Szekeres schaffte es durch Tätigkeiten als Betriebsrats-Vorsitzender am Wiener Allgemeinen Krankenhaus und durch seine Wahl zum Präsidenten der Ärztekammer wiederholt in die Schlagzeilen der österreichischen Medien. Als Szekeres 2012 zum Präsidenten der Wiener Ärztekammer gewählt wurde, wurde das in den Medien als „historischer Umbruch“ beschrieben, da die bisher ÖVP-dominierte Ärztekammer erstmals einen Sozialdemokraten in diese Position gewählt hatte. Zusätzlich ist Szekeres der zweite angestellte Arzt seit Anfang der Geschichte der Ärztekammer, der diese Position innehat. Bereits zuvor war Szekeres medial präsent, als er als Vorsitzender des Betriebsrats des ärztlichen Personals einen Protest gegen geplante Sparmaßnahmen und Stellenabbau anführte. Tatsächlich erreichte Szekeres durch die Proteste eine Aufstockung der finanziellen Mittel, was ihm als großer Erfolg angerechnet wurde.
Anfang Mai 2022 wurde Johannes Steinhart zu seinem Nachfolger als Präsident der Wiener Ärztekammer gewählt, im Juni 2022 folgte ihm Steinhart auch als Präsident der Österreichischen Ärztekammer nach.
Ende August 2023 wurde bekannt, dass gegen Szekeres eine Anzeige wegen Amtsmissbrauchs bei einer Darlehensvergabe an die in Verruf geratene Beschaffungsplattform Equip4Ordi (E4O) vorliege. Im Mai 2024 erklärte die Staatsanwaltschaft Wien, dass kein Anfangsverdacht vorliege und es daher keine Ermittlungen gegen Szekeres gäbe.

## Trivia
Der Wiener Unternehmer David Ungar-Klein sammelt Acrylgemälde, die von Prominenten auf seine Bitte hin angefertigt werden; darunter befindet sich auch ein von Thomas Szekeres gemaltes Bild.

## Publikationen
Thomas Szekeres ist mit Stand 2013 an etwa 160 wissenschaftlichen Publikationen beteiligt, deren Schwerpunkte in der Krebsforschung liegen.
- Philipp Saiko, Akos Szakmary, Walter Jaeger, Thomas Szekeres: Resveratrol and its analogs: Defense against cancer, coronary disease and neurodegenerative maladies or just a fad? In: Mutation Research/Reviews in Mutation Research. Band 658, Nr. 1–2, Januar 2008, S. 68–94, doi:10.1016/j.mrrev.2007.08.004 (englisch).
- Marek Murias, Norbert Handler, Thomas Erker, Karin Pleban, Gerhard Ecker, Philipp Saiko, Thomas Szekeres, Walter Jäger: Resveratrol analogues as selective cyclooxygenase-2 inhibitors: synthesis and structure–activity relationship. In: Bioorganic & Medicinal Chemistry. Band 12, Nr. 21, 1. November 2004, S. 5571–5578, doi:10.1016/j.bmc.2004.08.008 (englisch).
- Marek Murias, Walter Jäger, Norbert Handler, Thomas Erker, Zsuzsanna Horvath, Thomas Szekeres, Hans Nohl, Lars Gille: Antioxidant, prooxidant and cytotoxic activity of hydroxylated resveratrol analogues: structure–activity relationship. In: Biochemical Pharmacology. Band 69, Nr. 6, 15. März 2005, S. 903–912, doi:10.1016/j.bcp.2004.12.001 (englisch).
- Ole Vang, Nihal Ahmad, Clifton A. Baile, Joseph A. Baur, Karen Brown, Anna Csiszar, Dipak K. Das, Dominique Delmas, Carmem Gottfried, Hung-Yun Lin, Qing-Yong Ma, Partha Mukhopadhyay, Namasivayam Nalini, John M. Pezzuto, Tristan Richard, Yogeshwer Shukla, Young-Joon Surh, Thomas Szekeres, Tomasz Szkudelski, Thomas Walle, Joseph M. Wu: What Is New for an Old Molecule? Systematic Review and Recommendations on the Use of Resveratrol. In: Public Library of Science. Band 6, Nr. 6, 16. Juni 2011, doi:10.1371/journal.pone.0019881 (englisch).
- Thomas Szekeres, Monika Fritzer-Szekeres, Howard L. Elford, H. M. Jayaram: The Enzyme Ribonucleotide Reductase: Target for Antitumor and Anti-HIV Therapy. In: Critical Reviews in Clinical Laboratory Sciences. Band 34, Nr. 6, 1997, S. 503–528, doi:10.3109/10408369709006424 (englisch).

## Auszeichnungen
- 2023: Großes Silbernes Ehrenzeichen für Verdienste um die Republik Österreich[15]